# Ilham Tohti
Ilham Tohti (pinyin, Yīlìāmù·Tǔhètí; * 25 de octubre de 1969 en Artux, Kizilsu, Xinjiang) es un economista chino, catedrático y crítico del gobierno. Su etnia es Uigur.

## Trayectoria
Después de graduarse en Northeast Normal University en Changchun, provincia Jilin en Manchuria fue a Beijing donde enseñó en la facultad de economía en Minzu University of China.
En 2006 fundó la página UyghurOnline.com para mejorar las relaciones entre Chinos Han y Uigur. En 2008 fue bloqueada por la administración China.
Después de criticar las políticas de migración en la provincia de Xinjiang en una entrevista en la radio fue arrestado en marzo de 2009.
En enero de 2014 fue arrestado otra vez junto con su madre. El día 23 de septiembre de 2014 fue condenado a cadena perpetua y toda su patrimonio confiscado por separatismo. La apelación fue desestimado.

## Premios
- 2016: Premio Martin Ennals[7]
- 2019: Premio Václav Havel de Derechos Humanos[8]
- 2019: Premio Sájarov[9]